# Bielany (Pułtusk)
Pour les articles homonymes, voir Bielany.
Bielany (prononciation : [bjɛˈlanɨ]) est un village polonais de la gmina de Winnica dans le powiat de Pułtusk de la voïvodie de Mazovie dans le centre-est de la Pologne.
Il se situe à environ 6 km au nord-ouest de Winnica (siège de la gmina), 13 km à l'ouest de Pułtusk (siège du powiat) et à 53 km au nord de Varsovie (capitale de la Pologne).

## Histoire
De 1975 à 1998, le village appartenait administrativement à la voïvodie de Ciechanów.